# حي بوكاليس

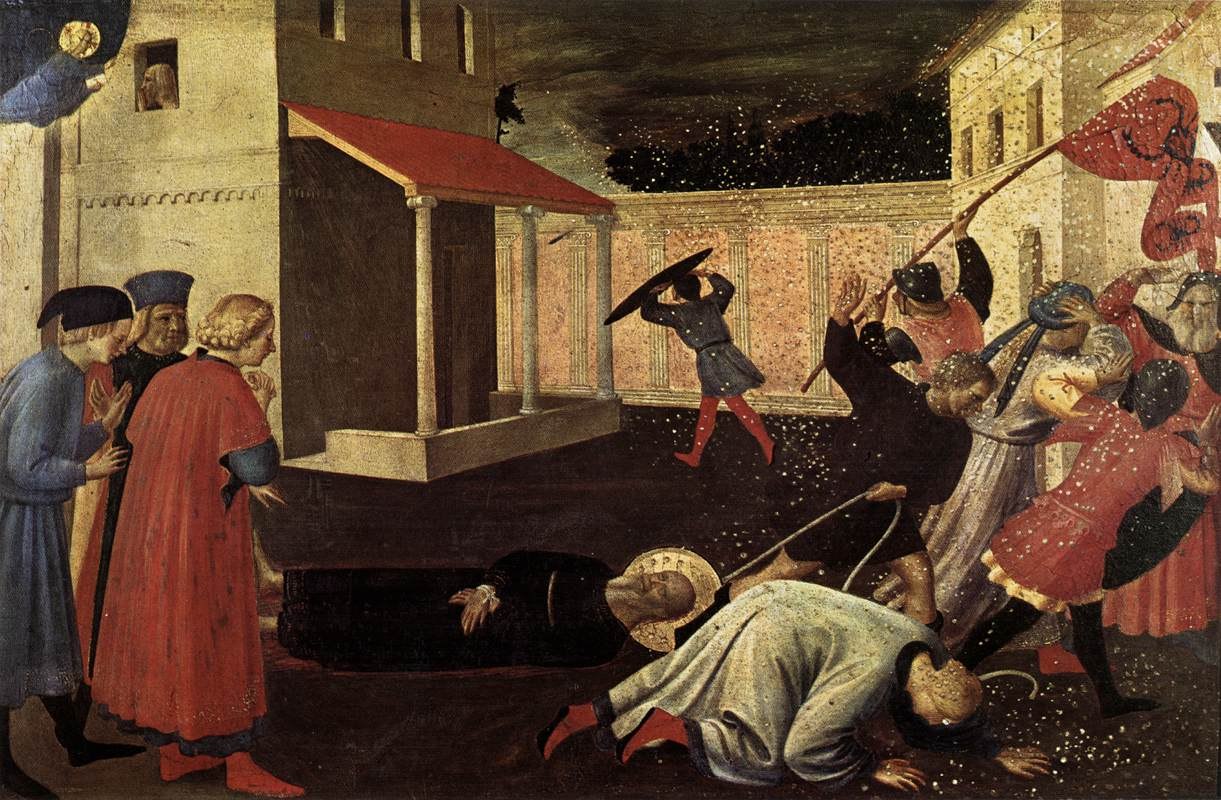
استشهاد القديس مرقس بواسطة فرا أنجيليكو

بوكاليس هو حي في الإسكندرية القديمة بمصر، بنى المسيحيون الأوائل أول كنيسة في بوكاليس. وفقًا للتقاليد،
تعرض القديس مرقس للهجوم من قبل حشد من الوثنيين يوم الأحد الفصح 68 بعد الميلاد في كنيسة بوكاليس، وجر في الشوارع واستشهد. تمكن أتباعه من إنقاذ جسده ووضعه في قبر تحت مذبح الكنيسة. تذكر أعمال القديس مرقس أن كنيسة بوكاليس "بُنيت في المنطقة المجاورة للبحر تحت الصخور المسماة "بوكولو"
ويقال أن هناك بعض الدلائل على أن الكنيسة بنيت في موقع ضريح سابق لسيرابيس. يقال أيضًا أن جسده ظل في بوكاليس حتى أواخر عام 311 م عندما استشهد البابا بطرس الأول في نفس الموقع بعد ان تم خداعه بالسماح له بزاره جسد القديس مرقس وبعد الخروج من القبر تم قطع رأسه.